# Rohály Ferenc
Rohály Ferenc (Balatonfüred, 1904. szeptember 21. – Székesfehérvár, 1982. november 17.) görögkatolikus kanonok, püspöki tanácsos, szentszéki bíró.
Tanulmányait Esztergomban, Budapesten, majd Bécsben végezte. 1928-ban szerzett doktorátust teológiából. Toma László parochus halála után, 1937. július 17-én kinevezték a megüresedett makói görögkatolikusi lelkészi posztra, hivatalába október 3-án iktatták be. Elődei közül műveltségével, tudományos felkészültségével és kutatásaival tűnt ki. Püspöki tanácsossá, az egyházmegye szentszéki bírájává, tiszteletbeli kanonokká nevezték ki. Tagja volt a cenzúrabizottságnak és a Katolikus Akció sajtóbizottságának. Tanulmányait a Keleti Egyház című folyóirat közölte, a Görögkatolikus Szemle belső munkatársa volt. Belefogott a liturgikus könyvek görögből magyarra fordításába; hatezer oldalas kéziratát a hajdúdorogi püspökség levéltára őrzi. 1958-tól Nyíregyházán tanított teológiát. 1982-ben hunyt el, földi maradványai a makói görögkatolikus temetőben találhatóak.